# Tribhuwana Wijayatunggadewi
Tribhuwana Wijayatunggadewi (nota anche come Dyah Gitarja e col nome regale di Tribhuwannottunggadewi Jayawishnuwardhani; fl. XIV secolo) è stata una regina regnante giavanese della dinastia Rajasa e terzo monarca dell'impero Majapahit, titolo succeduto a quello di Bhre Kahuripan (Duchessa di Kahuripan). Ritratta come una donna di valore, saggezza e intelligenza straordinarie, fu sostenuta dal suo primo ministro Gajah Mada, e guidò un'enorme campagna d'espansione per l'impero.

## Vita

### Primi anni
Dyah Gitarja era la figlia maggiore di Raden Wijaya, il primo re di Majapahit, e della sua consorte Dyah Gayatri Rajapatni, il che la rendeva membro della dinastia Rajasa, che dava i re di Majapahit e del predecessore Singhasari. Da parte di madre, sua nonna era Kertanegara di Singhasari. Dyah Gitarja aveva anche una sorella minore, Rajadewi, e un fratellastro, Jayanegara, figlio della regina Indreswari. Stando al Nagarakretagama canto 48 stanza 1, il fratellastro Jayanegara succedette al trono alla morte del padre nel 1309, mentre lei e la sorella divennero rispettivamente Bhre Kahuripan (Duchessa di Kahuripan) e Bhre Daha (Duchessa di Daha).
Stando al Pararaton, Jayanegara volle prendere le sue sorellastre come sue consorti, anche se il motivo non era chiaro, forse per assicurarsi la legittimazione al trono e impedire in modo pacifico che esse divenissero suoi rivali; il problema era che la pratica di matrimonio tra fratelli adottivi era considerata aberrante dalla tradizione giavanese, e pertanto il consiglio degli anziani, guidato dalla regina madre Gayatri, si oppose fortemente. Jayanegara rispose confinando le sorellastre in un kaputren, o "quartiere di donne", nel palazzo, impedendole così qualunque contatto con gli affari pubblici o di corte. Questa loro prigionia durò fino a quando entrambe le sorelle non raggiunsero la maggior età per cui si sarebbero sposate stando alla tradizione giavanese, nonostante i tentativi di Gayatri di liberare le due figlie.

### Regno
Stando al Nagarakretagama, Gitarja ascese al trono per ordine della madre nel 1329, sostituendo Jayanegara, assassinato nel 1328, forse per mano, anche indiretta, di Gajah Mada, che era il consigliere leale e fidato della regina madre e avrebbe esaudito il suo desiderio di vedere libere le sue figlie. La stessa Rajapatni Gayatri era ora l'ultima anziana ancora in vita, e, in quanto matriarca della famiglia reale di Majapahit, sarebbe dovuta salire al trono in quanto Jayanegara non aveva figli, se non fosse che era ormai entrata in convento in un monastero buddhista e si era quindi fatta sostituire dalla figlia come regnante. Questa, dallo sposo Kritavardhana, ascese dunque al trono sotto il nome regale di Tribhuwannottunggadewi Jayawishnuwardhani, ossia "la dea esaltata dei tre mondi sui quali irradia la gloria di Vishnu".
Nel 1331, guidò di persona l'esercito sul campo di battaglia, affiancata dal cugino Adityawarman, per schiacciare le ribellioni di Sadeng e Keta, in parte per risolvere la competizione tra Gajah Mada e Ra Kembar per la carica di generale dell'esercito per distruggere i rivoltosi di Sadeng. Nel 1334, pose Gajah Mada come novo Mahapatih (equivalente giavanese al primo ministro), e questi rispose col suo giuramento di Palapa, che lo obbligò ad affermare la sua intenzione di espandere l'influenza del regno attraverso tutto l'arcipelago giavanese; questo giuramento, stando al Pararaton, sorprese la corte e gli ufficiali di stato, ma tuttavia alcuni, soprattutto il suo rivale Ra Kembar, risero di lui e lo sbeffeggiarono, provocando però la sua ira e un duello, concesso da Tribhuwana, che si concluse con la morte di Ra Kembar e l'esecuzione di altri che si opponevano alla sua autorità.
Aiutata dal primo ministro Gajah Mada, Tribhuwana guidò un'enorme campagna di conquista nell'impero: nel 1343 conquisto il regno di Pejeng, Dalem Bedahulu e l'intera isola di Bali, mentre suo cugino Adityawarman fu mandato a conquistare quello che restava del regno di Srivijaya e il regno di Melayu nel 1347, e arrivò a farsi promuovere come uparaja (basso re) di Sumatra. L'espansione dell'impero Majapahit sarebbe continuata sotto il regno di Hayam Wuruk, figlio e successore di Tribhuwana, e il regno avrebbe raggiunto Lamuri (l'odierna Aceh) a ovest e Wanin (penisola di Onin, Papua) a est.

### Ultimi anni
Alla fine, il regno di Tribhuwana ebbe termine quando Gayatri Rajapatni morì nel monastero buddhista dove si era ritirata, nel 1350. Poiché aveva governato il regno sotto gli auspici di Rajapatni come sua rappresentante, Tribhuwana abdicò a favore del figlio Hayam Wuruk, che aveva addestrato a diventare il suo successore. Tuttavia, Tribhuwana si ritirò solo in parte, e rimase attivamente coinvolta negli affari di stato: durante il regno del figlio, fu nominata una seconda volta come Bhre Kahuripan, sempre sovrana del paese di Kahuripan, un porto vitale del regno, e divenne anche membro del Bhattara Saptaprabhu, il consiglio degli anziani che offriva consigli al re.
Tribhuwana morì poi nella sua dimora di ritiro Majapahit, e fu onorata con una cremazione indù e deificata postuma come Parvati nel tempio di Rimbi, nell'est di Giava. Nel culto giavanese di devaraja, il monarca era creduto l'incarnazione di una specifica divinità, con la quale la sua anima si sarebbe riunita dopo la morte e riverita come tale in un tempio mortuario dedicato all'anima del monarca stesso.

## Nella cultura di massa
Tribhuwana appare come il leader della civiltà indonesiana nello strategico a turni Sid Meier's Civilization VI, e usa il suo nome natale di Gitarja.